# Downtown Owl
Downtown Owl ist eine Tragikomödie des Schauspielerpaares Hamish Linklater und Lily Rabe. Der Film basiert auf dem gleichnamigen Roman von Chuck Klosterman und feierte im Juni 2023 beim Tribeca Film Festival seine Premiere.

## Handlung
Der Film erzählt die Geschichte dreier Menschen in Owl in North Dakota im Jahr 1983, während ein Schneesturm die kleine Stadt bedroht.

## Produktion
Der Film basiert auf dem Debütroman Downtown Owl des Essayisten und Kulturkritikers Chuck Klosterman aus dem Jahr 2008. Dieser spielt in der fiktiven Stadt Owl in North Dakota und wird aus der Perspektive von drei Einwohnern erzählt. Mitch Hrlicka spielt Football an der Highschool, Julia Rabia ist gerade nach Owl gezogen und arbeitet dort als Lehrerin, und der 73-jährige, pensionierte Landwirt Horace Jones lebt seit seiner Geburt in Owl, trinkt viel Kaffee und denkt an seine verstorbene Frau. Die Geschichte spielt zu einem Zeitpunkt, als ein heftiger Schneesturm in der Stadt tobt.
Das Paar Hamish Linklater und Lily Rabe, die beide als Schauspieler tätig sind, gibt jeweils mit Downtown Owl sein Regiedebüt bei einem Spielfilm. Linklater adaptierte zudem Klostermans Roman für den Film.
Lily Rabe übernahm neben der Regie auch die Rolle der Lehrerin Julia. August Blanco Rosenstein spielt Mitch Hrlicka, einen Football-Spieler und Ersatz-Quarterback an der Owl High. In weiteren Rollen sind Jack Dylan Grazer, Vanessa Hudgens, Ed Harris, Henry Golding und Finn Wittrock als Einwohner von Owl zu sehen.

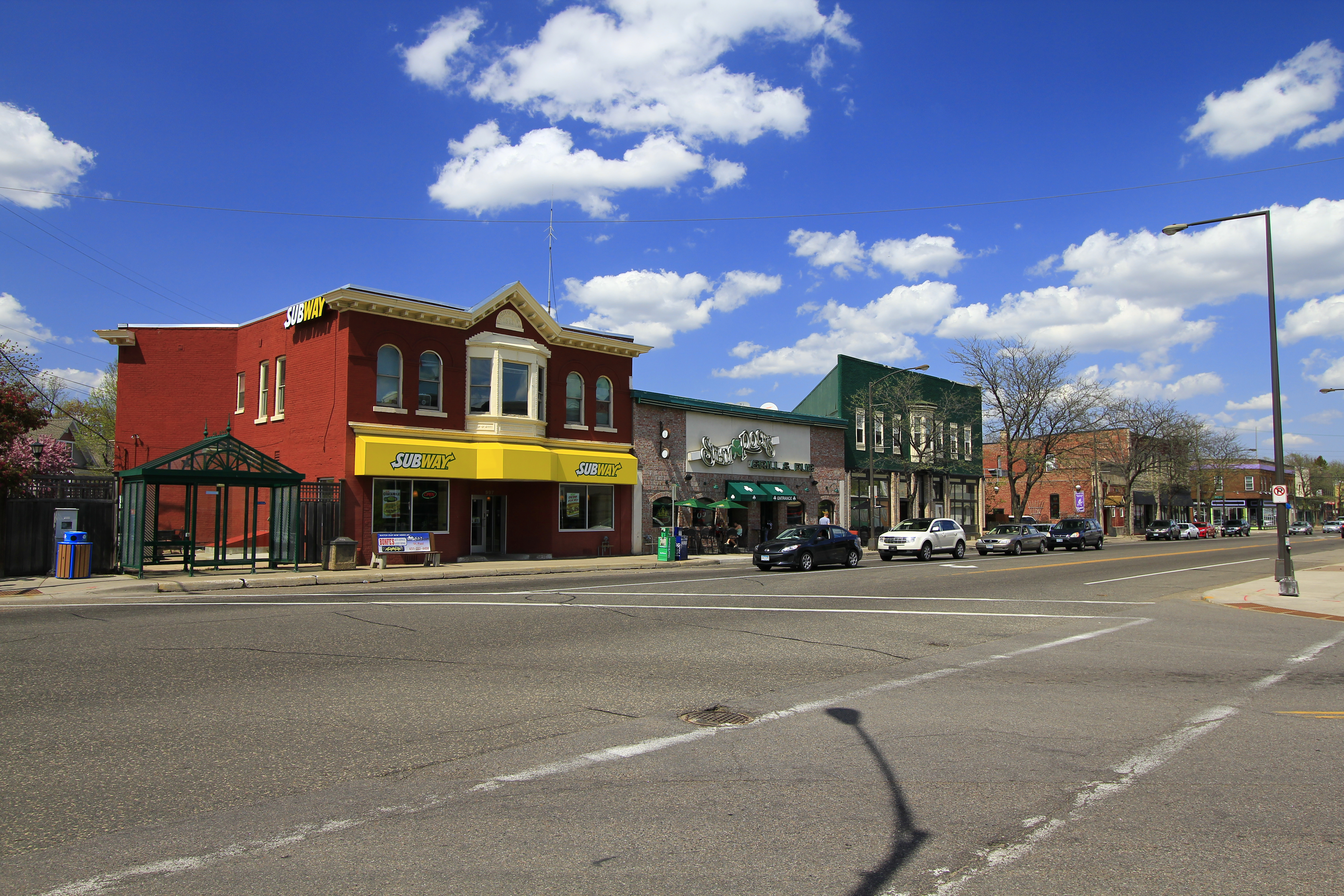
Überwiegend drehte man in Saint Paul, wie hier in der Randolph Avenue

Die Dreharbeiten fanden im Frühjahr 2022 in Minnesota statt. Überwiegend drehte man in Saint Paul und nutzte hier unter anderem The Spot Bar in der Downtown als Kulisse. Als Kameramann fungierte Bart Cortright.
Die Premiere erfolgte am 8. Juni 2023 beim Tribeca Film Festival.

## Rezeption
In den USA erhielt der Film von der MPAA ein R-Rating, was einer Freigabe ab 17 Jahren entspricht. In Deutschland wurde der Film von der FSK ab 12 Jahren freigegeben.
Die Kritiken fielen gemischt aus.